# Halmatettix
Halmatettix is een geslacht van rechtvleugeligen uit de familie doornsprinkhanen (Tetrigidae). De wetenschappelijke naam van dit geslacht is voor het eerst geldig gepubliceerd in 1909 door Hancock.

## Soorten
Het geslacht Halmatettix omvat de volgende soorten:
- Halmatettix allardi Grant, 1955
- Halmatettix cristinotus Hancock, 1909
- Halmatettix furcatus Grant, 1955
- Halmatettix major Grant, 1955
- Halmatettix sordidus Grant, 1955